# Evdokia
Evdokia (grec: Ευδοκία) és una pel·lícula dramàtica grega del 1971 de caràcter neorealista dirigida per Alexis Damianós. És considerada una de les primeres pel·lícules del “Nou Cinema Grec”.

## Argument
És un drama de passió els personatges principals del qual són un sergent i una prostituta (Evdokia) que es casen després d'una breu relació apassionada. Molt aviat, però, la influència del seu entorn tensa la seva relació, i l'home intenta separar-se, però sense èxit. La parella està envoltada de llum dura, roca, paisatges nus i exercicis militars, d'una banda, i sensualitat i constriccions, de l'altra. A causa de la seva ocupació, Evdokia atrau i repel·leix el sergent. L'entorn petit burgès, els elements de lumpen, els marges socials i els petits interessos sufoquen la jove parella: aparentment volen rebel·lar-se, però mai ho aconsegueixen.

## Repartiment
- Maria Vassiliou com a Evdokia[3]
- Giorgos Koutouzis com a Giorgos Paschos
- Koula Agagiotou com a Maria Koutroubi
- Christos Zorbas com a Giorgos
- Nasos Katakouzinos com a Nontas

## Sobre la pel·lícula
Amb tot movent-se entre la sensualitat violenta, la crueltat, la rudesa i l'austeritat total, aquesta història "prosaica" assumeix les dimensions d'una antiga tragèdia. La lluita interior dels protagonistes, el conflicte de desitjos i valors, la narració directa, el ritme vigorós, la immediatesa i la construcció sonora constitueixen una de les obres més importants del cinema grec. A Grècia, la pel·lícula és coneguda principalment per la popular peça instrumental de Zeibekiko  "Zeibekiko d'Evdokia", escrit per Manos Loizos.

## Recepció
Evdokia és la segona pel·lícula d'Alexis Damianós. També és el que ha aconseguit més èxits. Va atreure 70.852 espectadors en el seu primer any d'exhibició a Grècia. Maria Vasileiou va rebre el premi a la millor actriu al Festival de cinema grec de 1971 (Tessalònica). L'abril de 1985, la Unió Panhel·lènica de Crítics de Cinema, PEKK com a millor pel·lícula de la història del cinema grega. Les retrospectives dedicades al cinema grec pel  MOMA (Nova York) el 1993 i el Centre Georges Pompidou (París) el va incloure als seus programes..